# 犬细小病毒
犬细小病毒2型（Canine parvovirus type 2 ，CPV2）是一种主要感染犬的传染性病毒。该病传染性强。犬之间通过对于其粪便的直接或间接接触而传播该病。没有母源抗体或疫苗保护的幼犬的症状尤为严重。该病有两种表现型：心肌炎型与肠炎型。肠炎型的共同症状为严重的呕吐与严重的出血性腹泻。心肌炎型可以导致幼犬呼吸与心血管的衰竭。该病一般需要住院治疗。疫苗可以防止该病感染，但感染后未经治疗该病死亡率可高达91%。
犬细小病毒有两种类型：CPV1（又名 canine minute virus）和CPV2。CPV2引起了这种最严重的疾病，家犬和野生犬类动物均可感染。CPV2有3种变异型：在CPV-2a、CPV-2b和CPV-2c。2a和2b型与CPV2原型的区别在于其毒力，它们还具有感染猫导致发病的能力。2c是CPV-2新分离出的变异型，其与2b类似。2c的病毒蛋白与2b有一个氨基酸不同，但这个区别被认为是具有重要意义的。欧洲、美洲和亚洲部分地区都曾分离出2c毒株。该毒株的出现曾导致犬免疫无效的断言，但研究证明现有疫苗对于CPV-2c仍能提供足够的保护水平。

## 历史
CPV2出现于1970年代晚期，是一种相对较新的疾病。该病于1978年得到证实，在一到两年中该病世界范围中广泛传播。该病毒与猫瘟病毒（也是一种细小病毒）非常相似，它们具有98%的同一性，只是在病毒衣壳蛋白VP上有两个氨基酸不同。该病毒与貂肠炎病毒及浣熊与狐狸的细小病毒也高度相似。
早期认为CPV2是由猫瘟病毒变异而来的。现在认为CPV2可能是一种存在于一些野生食肉动物体内与猫瘟病毒类似的细小病毒的突变体。虽然猫瘟疫苗看似有保护作用，但是CPV2b的一个毒株被发现引起少数家猫的疾病。然而CPV2并不会引起猫的疾病，对于貂和浣熊的致病作用也是温和的，这只是一种几乎仅仅侵害犬类的病毒。
犬细小病毒的另两个毒株CPV2和CPV2b分别于1979年和1984年被分离得到。大多数的犬细小病毒感染被认为是由这两种毒株和所引起，而并非原始毒株。现在的病毒与最初发现的病毒是并不相同的，但常规的试验并不能将它们区分。CPV2c(Glu426 变异株)在意大利、越南和西班牙曾被发现。

## 病毒学
CPV2是一种无囊膜，单链，DNA病毒，它的名称来源于拉丁文“parvus”，意为微小的，该病毒的直径只有20-26 nm，呈二十面体对称。其基因组包含约5000个碱基。CPV2不断进化。新毒株的产生似乎依赖于宿主范围的扩大和与其受体——犬铁传递蛋白受体结合得到促进有关。 CPV2容易变异，可能是因为它更类似于A型流感病毒这类的RNA病毒，通过核苷酸置换进行变异。而猫瘟病毒似乎只能通过随机遗传漂变进行变异。
CPV2可感染狗、狼、狐狸和其他犬科动物。少数患病的猫曾被分离出CPV2a和CPV2b，对于成猫而言，这两种病毒比猫瘟病毒更为常见。
先前认为这种病毒不会跨物种感染，然而越南的研究发现CPV2可通过较小的抗原转移与自然突变而感染猫科动物。通过对于在越南和台湾所分离猫瘟疑似病例的病毒的分析发现80%的分离株都属于犬细小病毒，而不是猫泛白细胞减少症病毒。 CPV2对于猫的感染能力可能要强于犬，在猫体内也有更快的变异速率。

### 变异型
犬细小病毒2型有3种变异型：CPV-2a、CPV-2b和CPV-2c。2a和2b抗原性与CPV2原型非常类似，2c变异型的抗原性是独特的，它的发现曾导致犬的疫苗被宣称无效，但研究表明现有的基于CPV-2b制作的疫苗对于CPV-2c有足够的保护水平。然而有报道称基于老的CPV-2b制作的过期疫苗无法对2c产生足够的交叉保护。

## 病理生理学
CPV2感染有两种表现型：肠炎型和心肌炎型。幼犬最易感染，但有超过80%的成年犬不表现出任何症状。严重感染的犬如果不接受补液及抗生素的治疗会在48-72小时之内死亡，非严重的感染也有10%左右的死亡率。罗德维拉犬、迷你杜宾、比特犬等黑色与褐色犬类更易感染CPV2。除了年龄品种外，狗类如果生活在紧张的环境中，或者并发细菌、寄生虫或者冠状病毒感染，发生严重感染的风险会增加。感染CPV2的狗通常死于脱水或者既发感染而并非病毒本身。

### 肠炎型
狗通过舔舐携带CPV2的粪便、土壤和污染物而染病。伴随吞咽，该病毒在喉的淋巴组织中复制，随后进入血液循环。继而，该病毒攻击快速分裂的细胞，尤其是位于淋巴结、利貝昆氏腺和骨髓中的。

### 心臟型
這種形式的感染很罕見，只會感染在子宮未出生的犬胎或初生至8周大的幼犬。病毒會攻擊心臟肌肉，引至受感染動物突然死亡或經過一段時間的呼吸困難後瘁死。 在微觀角度看， 心臟的肌肉上有無數因單核細胞滲透而做成的壞疽。 在存活的狗隻體內有過多的纖維組織形成(纖維化) 就是感染CPV的其中一種證明。

### 子宫型
当怀孕母狗感染CPV2可出现这种类型的感染。成年犬的免疫应答通常不伴随或仅伴随很少的临床症状。 该病毒可以通过胎盘感染胎儿，造成胎儿的畸形。轻至中度的病例，生下的幼犬会出现神经系统异常，如小脑发育不全。

## 症状
當狗隻感染犬細小病毒，通常在5至10天會出現以下症狀。包括有嗜睡，嘔吐，發燒和腹瀉（通常是帶血）。腹瀉排出的糞便會呈灰白色或灰色的半凝水狀物。腹瀉和嘔吐而導致的脫水和併發症感染，和引起狗的電解質嚴重失衡。由於正常的腸臟和十二指腸受損，血液和蛋白質滲入腸道而導致貧血和損害蛋白質。毒素會走到到血液中，造成內毒素血症，在後期的感染。 白血細胞水平下降，進一步削弱了狗的抵抗力。 所有這些因素可能導致休克和死亡。

## 診斷
目前已有專用的檢驗套組。將專用的棉棒插入患犬的肛門，在其腸道內採集糞便，然後加入專用的試劑，將此糞便溶液置入檢驗盒中，數分鐘後即能有結果。

## 治療方法
CPV2的存活率高低，在於能否盡快診斷出病患、病患動物的年齡以及療法的進取及有效程度。 對於大部份早期已被診斷出的病例，治療方法多為因腸臟及骨髓脫水及損壞而送到醫院或診所作長期番院觀察診療。如果觀察到動物有感染CPV，為了提高其存活率及提供早期治療，應盡快進行CPV測試，以確認病患情況,一旦確認應立即對病患動物進行消炎、針對嘔吐帶來的腸胃酸鹼失衡進行用藥以調節酸鹼度、因嘔吐帶來的脫水症狀需要的補液和能量。

## 存活率
多數未經正式治療的CPV2病例顯示，CPV2的 死亡率可高達91%。經過有效的治療後，存活率可達80%。